# Балет
Балет (італ. ballare — танцювати) — вид сценічного мистецтва, танцювальна театральна вистава, у якій музика поряд з танцем відіграє важливу роль у розвитку сюжету і створенні відповідного настрою; синтетичний вид сценічного мистецтва, в якому зміст вистави розкривається в основному засобами танцю, міміки і музики. Джерела виникнення балетного жанру закладені в народних іграх, хороводах, сюжетних танцях тощо. Танець як елемент драматичної дії досягнув високого рівня розвитку в культових і світських театралізованих видовищах Стародавнього Єгипту, Індії, Китаю, у трагедіях греків, римлян та народних дійствах середньовіччя.

## Історія

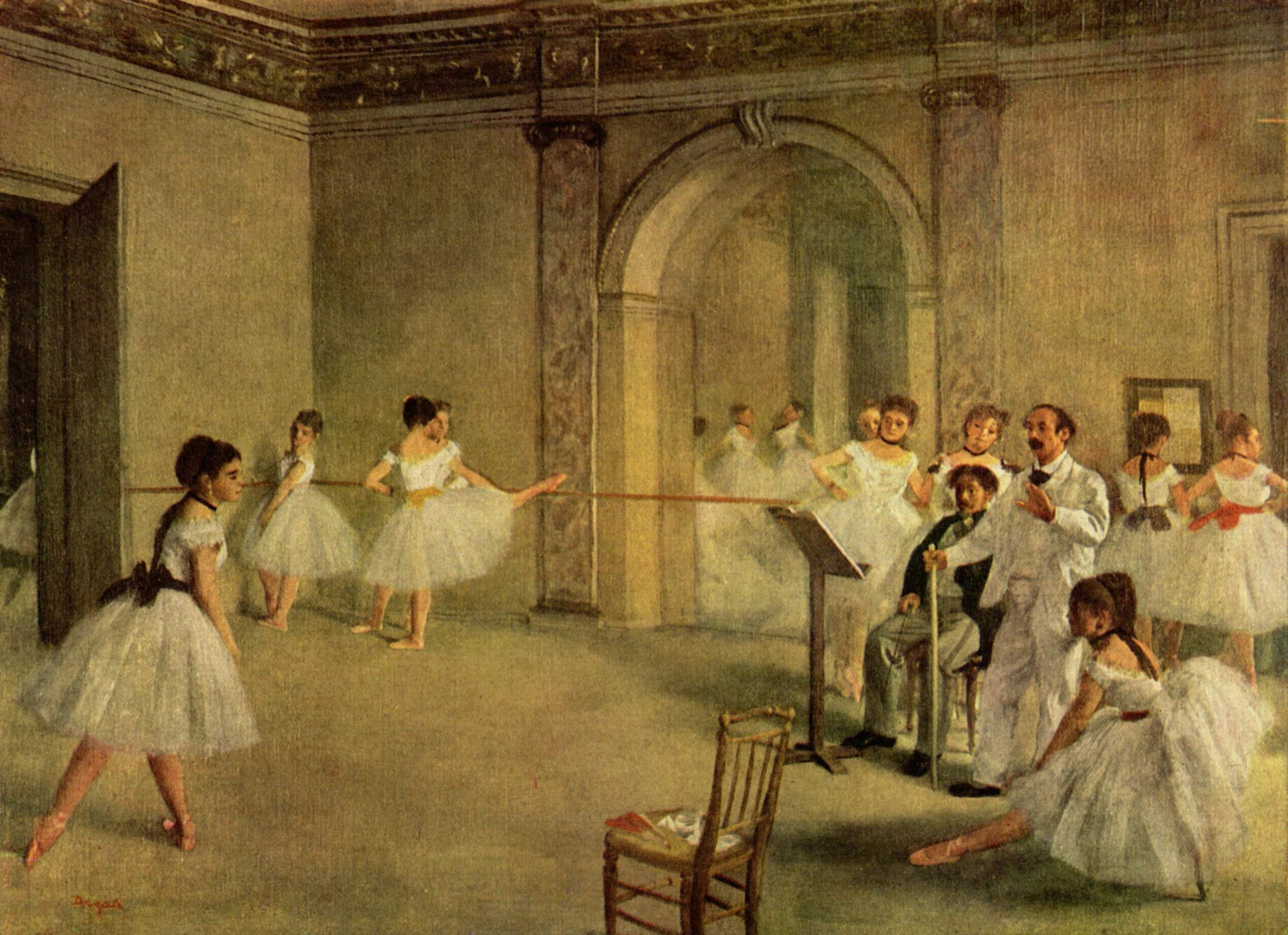
Балет на картині Едгара Дега

### Європа XV—XIX століття
В епоху Відродження (15—16 століття) балет в Італії використовується під час придворних бенкетів, свят тощо. Звідти він був перенесений Катериною Медичі у Францію, як вид вистави, що поєднує спів, танці і декламацію. Балет переходить на професійну сцену, де посідає певне місце в оперних і драматичних виставах. Французький балетмейстер Жан Жорж Новер широко застосував пантоміму як основу розвитку драматичної дії, перетворив балет у самостійний жанр з певним сюжетом.
У 19 столітті на сценах Європи виступають артисти Ф. і М. Тальйоні, Ж. Перро, К. Блазіс, С. Вігано, Ф. Ельслер, К. Грізі, які підносять мистецтво танцю на високий художній рівень.

#### Музично-театральні жанри
Балет — союз музики та хореографії — це музично-театральний жанр, який також синтезує різні види мистецтва. В балеті зміст, почуття та думки дійових осіб виражаються засобами музики і танцю. Французьке слово «ballet» походить від італійського «ballo» — танець. Французька назва та італійське коріння цього жанру не є випадковими. Як і опера, балет виник в епоху Відродження в Італії, де здавна на карнавалах виконувалися веселі танцювальні сценки, які поступово перетворилися у самостійні танцювальні спектаклі. У Франції на той час велику популярність здобув придворний балет — яскраве й урочисте видовище, героями якого були король, королева та численні придворні. Саме французькі балетмейстери створили спеціальну «хореографічну мову», яка й понині використовується у класичному балеті. Починаючи з XIX століття, найвищого мистецького рівня жанр балет досяг у Росії, де існували неперевершені балетні трупи, музику створювали видатні композитори П.Чайковський, О.Глазунов, І.Стравинський, С.Прокоф'єв, А.Хачатурян та інші. У сучасному балеті поруч з класичними танцювальними елементами (класичний танець, характерний танець і пантоміма) широко використовуються різноманітні гімнастичні та акробатичні трюки, що надзвичайно збагачує цей старовинний жанр.

### Дореволюційна Росія
В Росії перші балетні вистави здійснювалися ще в XVII ст. У 1736 в Петербурзі і в 1806 у Москві були створені постійні балетні трупи. У 19 ст. в Петербурзі і Москві працює ряд майстрів хореографічного мистецтва: Ш. Дідло, Ж. Перро, М. Петіо; відомі балетні композитори: К. Кавос, П. Пуні, Л. Мінкус та артисти К. Колосова, М. Данилова, А. Істоміна, А. Глушковський та ін. З 2-ї половини 19 ст. російський балет посідає провідне місце у світовому балетному мистецтві.
Докорінний злам у розвитку балетного мистецтва настає у зв'язку з діяльністю П. І. Чайковського, балетна музика якого органічно пов'язана із змістом і розвитком сценічної дії. До цього часу музика в балеті відігравала лише другорядну роль. Він широко застосовував принцип симфонічного розвитку музичних думок, створював яскраві музичні характеристики. Велике значення мала діяльність балетмейстерів М. Петіпа та Л. Іванова, які разом поставили «Лебедине озеро» П. І. Чайковського (1876). Сам М. Петіпа поставив балет «Спляча красуня» (1889), «Лускунчик» (1892). Піднесенню російського балету сприяла діяльність балетмейстера М. Фокіна, артистів Г. Павлової, Т. Карсавіної, В. Ніжинського у Петербурзі, балетмейстера О. Горського, артистів К. Гельцер, М. Мордкіна у Москві. Музику до балетів писали композитори О. К. Глазунов, А. С. Аренський та ін.

### XX століття
Початок XX століття ознаменувався новаторськими пошуками, прагненням перебороти стереотипи, умовності академічного балету XIX століття. У своїх балетах балетмейстер Великого театру О. О. Горський прагнув домогтися послідовності розвитку драматичної дії, історичної достовірності, намагався підсилити роль кордебалету, як масової діючої особи, перебороти розділення пантоміми й танцю. Великий внесок у російське балетне мистецтво вніс М. М. Фокін істотно розширивши коло ідей й образів у балеті, збагативши його новими формами й стилями. Його постановки для «Російських сезонів» балетів «Шопеніана», «Петрушка», «Жар-птиця» й інші принесли славу російському балету за рубежем. Завоювала світову популярність створена Фокіним для Анни Павлової мініатюра «Умираючий лебідь»(1907). В 1911—13 на ґрунті «Російських сезонів» утворилася постійна трупа «Російські балети Дягілєва». Після відходу із трупи Фокіна її балетмейстером став Вацлав Нижинский. Найвідомішою його постановкою став балет «Весна священна» на музику Ігоря Стравінського.
У XX ст. у США балет розвивався завдяки зусиллям Джорджа Баланчина й американського балетного театру, а в Англії — завдяки впливу Марії Рамперт.
В умовах радянської дійсності балет розвивався в руслі методу соціалістичного реалізму. Радянські митці у своїй творчості пішли шляхом всебічної драматизації хореографічної дії, життєвості і народності сценічних образів. Художнє втілення в радянському балеті знаходять теми радянського патріотизму, творчої праці, визвольної боротьби трудящих (наприклад «Червоний мак» Р. М. Глієра (1927, балетмейстер Є. Вігільов), «Полум'я Парижа», «Бахчисарайський фонтан» Бориса Асаф'єва).
Яскравою сторінкою радянського балетного мистецтва стали балети Дмитра Шостаковича «Золотой вєк», «Болт», шедеврами світової класики стали балети Сергія Прокоф'єва «Попелюшка» і «Ромео і Джульєтта». Здійснюються постановки грузинських, вірменських, білоруських, татарських Б. — «Отелло» А. Мачаваріані, «Серце гір» А. Баланчівадзе, «Гаяне» А. Хачатуряна, «Князь-Озеро» В. Золотарьова, «Шурале» Ф. Ярулліна та ін.
З 2001 року заборонений в Туркменістані.

### Балет в Україні

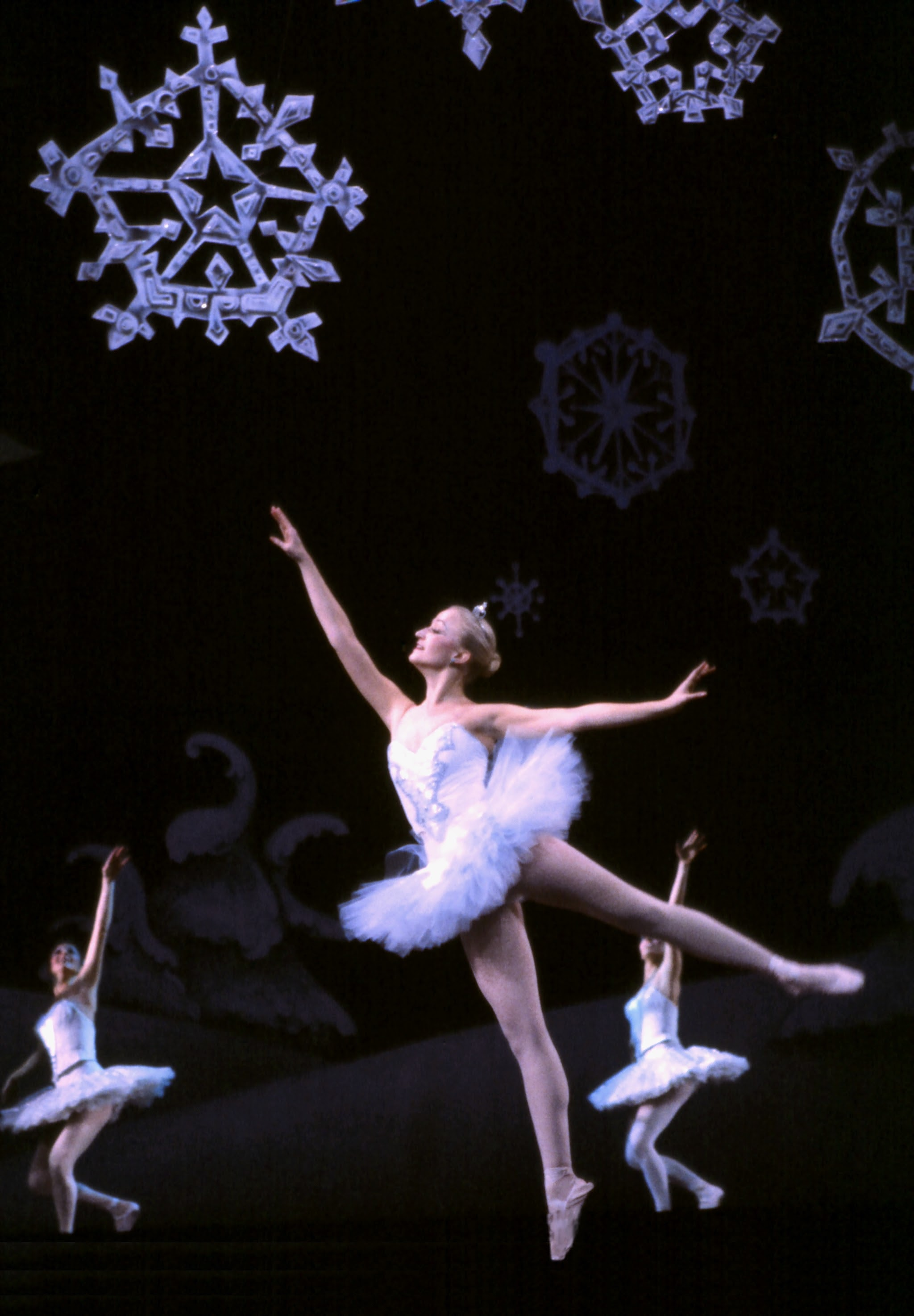
Сніговий танець

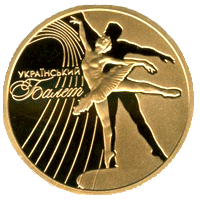
Пам'ятна монета НБУ присвячена українському балету

В Україні використання народного танцю у драматичних виставах має давні традиції. Танці були складовою частиною народних обрядових ігор (веснянок, «Кози», «Маланки» та ін.). Класичні Б. виконувались у кріпацьких театрах 18 століття. У 19 ст. професійний танець широко культивувався в побутових операх та оперетах укр. театру («Наталка Полтавка», «Запорожець за Дунаєм», «Не ходи, Грицю…» та ін.). У 2-й половині XIX ст. в Києві відбувались окремі балетні вистави («Есмеральда» Ц. Пуні та ін.).
Як самостійний жанр хореографічного мистецтва балет в Україні починає розвиватись за часів радянської влади. В 1919 в Києві був поставлений Б. «Жізель» А. Адана (балетмейстер М. Мордкін). Того ж року в театрі Державної української музичної драми в опері М. Лисенка «Утоплена» були поставлені танці русалок, а також здійснена балетна вистава, що складалася з балету «Азіаде» Гюнтеля та хореографічних етюдів (балетмейстер М. Мордкін). 1925 у Харкові поставлено балет «Корсар» А. Адана (балетмейстер М. Мойсєєв). Усі ці вистави художньо оформив А. Петрицький.
Створення першого українського балету «Пан Каньовський» М. Вериківського (балетмейстер В. Литвиненко, Харків, 1930) поклало початок самобутньому українському національному балету. Одночасно ставляться Б. «Карманьйола» В. Фемеліді (балетмейстер М. Мойсеев, Одеса, 1930), «Ференджі» Б Яновського (балетмейстер П. Кретова, Харків, 1930). Творча лінія «Пана Каньовського» була продовжена в балеті «Лілея» К. Данькевича (балетмейстер Галина Березова, Київ, 1940).
У післявоєнні роки на основі фольклорних джерел та творів класичної і радянської літератури створено ряд різноманітних за жанрами і сюжетами балетів: «Лісова пісня» М. Скорульського (балетмейстер С. Сергєєв, Київ, 1946), «Данко» В. Нахабіна (балетмейстер В. Литвиненко, Харків, 1948) і його ж «Весняна казка» (балетмейстер В. Нікітін, Харків, 1954), «Маруся Богуславка» А. Свєчнікова (балетмейстер С. Сергєєв, Київ, 1951), «Ростислава» Г. Жуковського (балетмейстер В. Вронський, Київ, 1955), «Хустка Довбуша» А. Кос-Анатольського (балетмейстер М. Трегубов, Львів, 1951) і його ж «Сойчине крило» (балетмейстер М. Трегубов, Львів, 1957), «Чорне золото» В. Гомоляки (балетмейстер О. Бердовський, Сталіно, 1957), «Таврія» В. Нахабіна (балетм. І. Ковтунов, Харків, 1959).
У розвитку радянського хореографічного мистецтва велике значення мас творчість видатних представників радянської школи танцю: Г. Уланової, О. Лепешинської, В. Чабукіані, О. Єрмолаєва та ін. Серед відомих артистів укр. Б.: М. Апухтін, А. Бєлов, А. Васильєва, Л. Герасимчук (1922—58), Є. Єршова, В. Каверзін, О. Потапова, Н. Слободян, О. Сталінський, В. Терновченко та ін.
Серед сучасних українських композиторів найвідомішими є балети Євгена Станковича («Ніч перед різдвом», «Ольга») та Олександра Костіна («Русалонька», «Запрошення до страти»).
26 жовтня 2017 року відбулася прем'єра документального фільму «Танцюрист» Сергія Полуніна. Відомий український артист балету розпочав власний проект — Project Polunin (5—10 січня 2017 року, Лондон). Мета проєкту — створити незалежну платформу для розвитку молодих танцюристів. За словами Полуніна, відчуття свободи — найголовніше для творчої людини.